# Christian Neefestraat
De Christian Neefestraat is een doodlopende straat in Amsterdam-Zuid.

## Ligging
De straat is een zijweg van de Beethovenstraat en loopt dood op het Beatrixpark. De straat is in de 21e eeuw vernoemd naar Christian Gottlob Neefe, componist en leraar van Ludwig van Beethoven. De straat loopt parallel aan de Rijksweg 10. Ze wordt voornamelijk gebruikt door personeel en gasten van Akzo Nobel, dat hier zijn hoofdkantoor met daaronder een parkeergarage heeft. Ook het personeel en gasten van Akzo Nobels buurman advocatenkantoor Stibbe maakt gebruik van de straat om in dezelfde parkeergarage te kunnen komen.

## Gebouwen
De straat kent in 2019 slechts drie huisnummers:
De huisnummers 2 en 30 zijn bestemd voor het hoofdkantoor van Akzo Nobel. De plannen tot bouw dateren uit 2007, maar pas in 2016 kon er begonnen worden met de bouw; het pand werd in 2017 opgeleverd. Aannemer Dura Vermeer bouwde het ontwerp van Group A uit Rotterdam, waarin in de gevels veel glas (vliesgevel) in verwerkt. Door in de glasgevel diverse soorten glas te verwerken beoogde men een spel van reflectie en lichtbreking; het gebouw laat een afwisseling van strakke rechte lijnen en afgeronde hoeken zien; van buitenaf is de indeling van openbare ruimten (begane grond), semi-openbare ruimten (eerste verdieping) en kantoorruimten te zien.
- nummer 50; de gezamenlijke parkeergarage